# لوکا دیووتی
لوکا دیووتی (انگلیسی: Luca Devoti؛ زادهٔ ۲ ژانویهٔ ۱۹۶۳) قایقران اهل ایتالیا است.